# 火绳藤
火绳藤（学名：Fissistigma poilanei）为番荔枝科瓜馥木属的植物。分布在越南以及中国大陆的云南等地，生长于海拔900米至980米的地区，多生长在山地疏林中及山谷林中，目前尚未由人工引种栽培。